# Foundry United Methodist Church
Foundry United Methodist Church — историческая церковь Объединённой методистской церкви, расположенная по адресу 1500 16-я улица NW в Вашингтоне, округ Колумбия, США. Церковь входит в округ Baltimore–Washington Conference Объединённой методистской церкви.
Здание церкви было построено в 1904 году и внесено в Национальный реестр исторических мест США в 1995 году.

## История

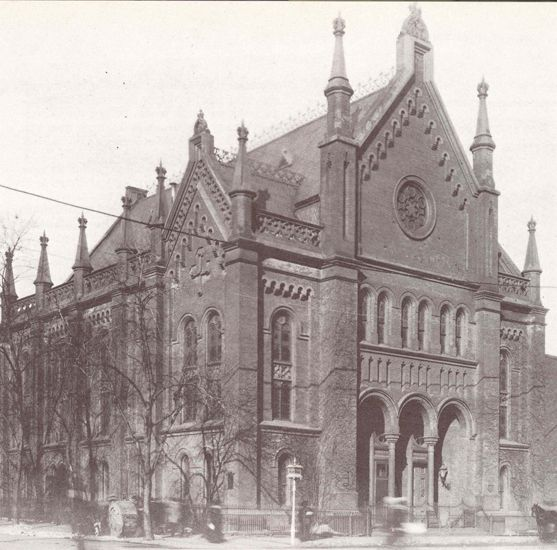
Церковь Foundry, построенная в 1866 году

Генри Фоксолл — видный владелец литейного завода Columbia Foundry (именно в его честь церковь также названа «Foundry Branch») — пожертвовал землю и средства на строительство первой церкви в 1814 году. По преданию, он сделал это в благодарность за божественное вмешательство: во время сожжения Вашингтона гроза помешала британским солдатам уничтожить литейный цех .
В 1816 году Генри Фоксолл официально передал землю и здание церкви попечителям за символическую сумму в один доллар. Этот документ является первым известным упоминанием названия «Foundry Chapel». 
.
Позже Фоксолл стал мэром Джорджтауна, был знаком с Фрэнсисом Асбери, основателем американского методизма, и сам стал мирским проповедником.
В 1815 году на углу 14-й и G-стрит была построена простая кирпичная церковь, а первым её пастором стал Стивен Дж. Роззел. Название «Foundry Chapel» впервые появилось в 1816 году, а в 1817 году община получила статус независимого прихода .
Президент Авраам Линкольн присутствовал на богослужении 18 января 1863 года в Foundry, где епископ Мэтью Симпсон, выступавший с призывом поддержать миссионерскую деятельность, предложил избрать Линкольна пожизненным директором Методистского миссионерского общества. Известно также, что его преемник Эндрю Джонсон посещал церковь.. В 1877 году президент Ратерфорд Хейз стал членом общины, и в течение следующих четырёх лет он с женой Люси регулярно посещал службы. Люси Уэбб Хейз была ревностной методисткой и активной сторонницей движения за трезвость,  за что получила прозвище «Лимонадная Люси» — на приёмах в Белом доме она не подавала алкоголь.
В июне 1872 года церковь приобрела участок на углу 15-й и R-стрит NW, где была построена церковь на Пятнадцатой улице. В 1903 году Foundry объединилась с этой церковью. Примерно в это же время было принято решение о строительстве более просторного здания — на новом участке на 16-й улице NW. Новая церковь открылась для богослужений 28 февраля 1904 года, а официальное посвящение состоялось 10 апреля того же года.
В 1924 году пастором был назначен Фредерик Браун Харрис, который занимал эту должность более 30 лет. В это время он также служил капелланом Сената США и стал самым долгослужащим капелланом в истории этой должности.

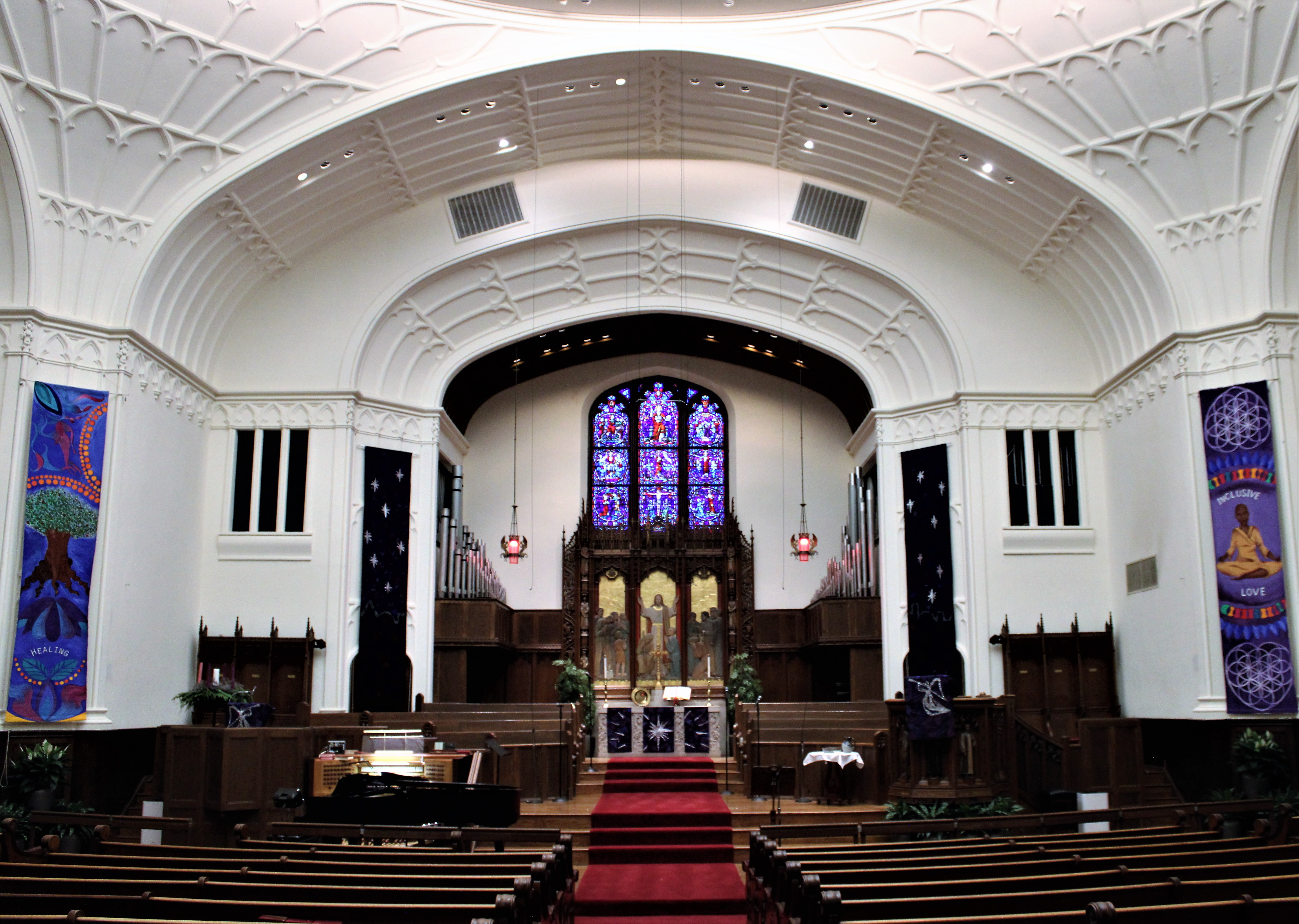
Интерьер храма

Посещаемость церкви достигла рекордных показателей во время Второй мировой войны. В начале участия США в войне, 25 декабря 1941 года, президент Франклин Делано Рузвельт и премьер-министр Великобритании Уинстон Черчилль приняли участие в межконфессиональной рождественской службе в Foundry.
Дж. Филип Вогаман, ранее преподававший в Уэслианской богословской семинарии, стал старшим пастором в 1992 году. В 1993 году община приветствовала в числе прихожан президента Билла Клинтона и Хиллари Клинтон, которые посещали церковь примерно каждую вторую неделю, когда находились в Вашингтоне. 

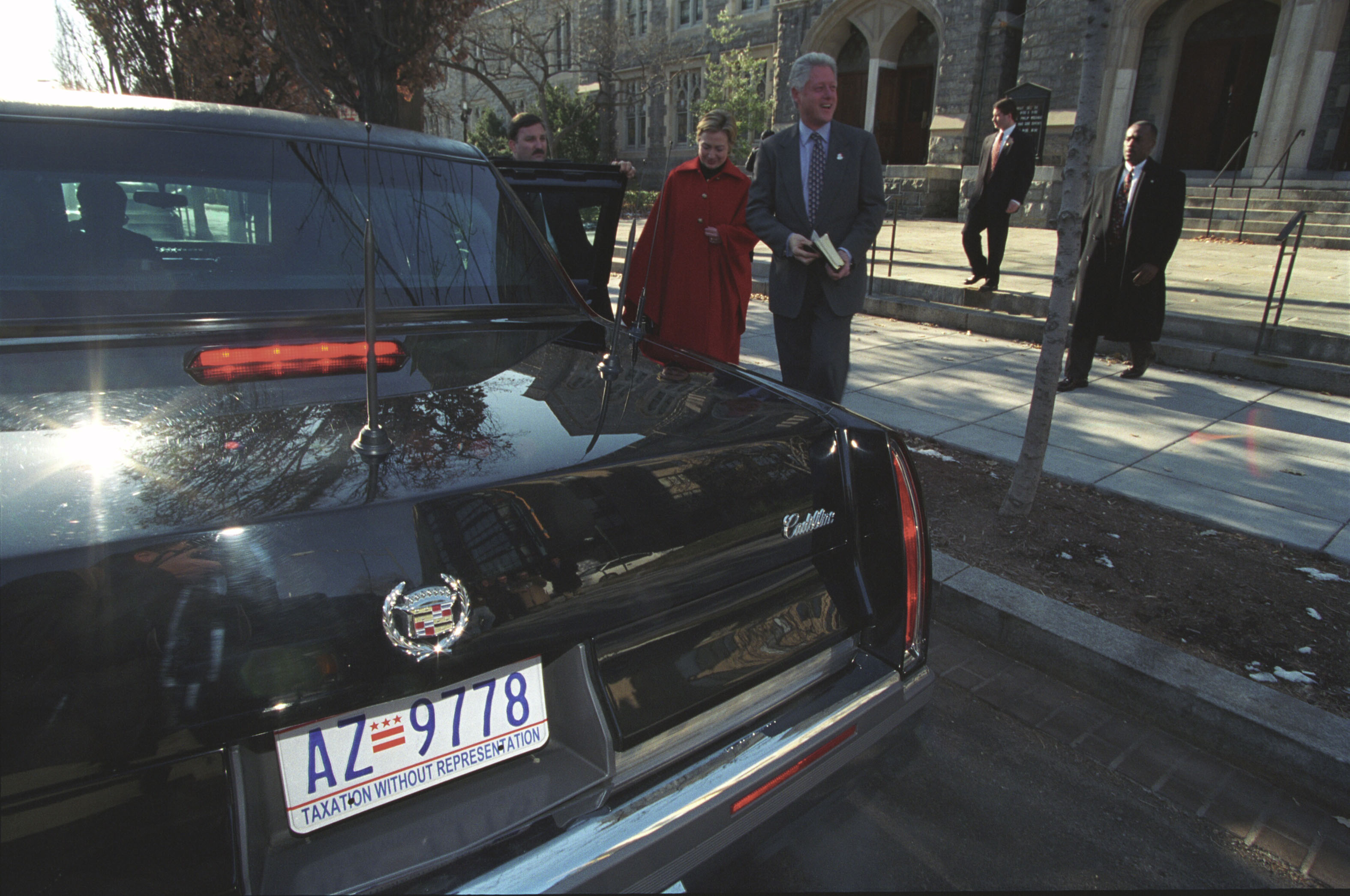
Президент Билл Клинтон и первая леди Хиллари Клинтон идут к президентскому лимузину после посещения церковной службы в Объединенной методистской церкви Foundry в Вашингтоне, округ Колумбия.

7 июня 1995 года церковь проголосовала за то, чтобы стать частью движения “Reconciling Ministries Network (Примиряющее служение)” для членов ЛГБТКИА+-сообщества — инициатива, продолженная преемником Вогамана, Дином Снайдером. . В 2010 году подавляющим большинством голосов община разрешила проведение однополых браков, что привело к конфликту с официальной позицией Объединённой методистской церкви. .
В 2014 году Джинджер Э. Гейнс-Сирелли стала первой женщиной, занявшей пост старшего пастора общины .

## Церковь Asbury и борьба за равенство
В 1836 году 118 чернокожих членов Foundry Methodist Episcopal Church, столкнувшись с дискриминацией и ограничениями, покинули общину и основали собственную конгрегацию — Asbury Chapel, впоследствии ставшую Asbury United Methodist Church. Это стало важной вехой в истории афроамериканского религиозного сообщества Вашингтона.
Первоначально афроамериканские прихожане Foundry были вынуждены сидеть на балконе и не имели равных прав в управлении церковными делами. Несмотря на это, они активно участвовали в жизни общины. Однако усиливающаяся сегрегация и отсутствие голоса побудили их создать собственную, независимую церковь.
Foundry оставалась преимущественно белой до 1965 года, когда в неё были официально приняты первые чернокожие члены — Норман и Фрэнсис Принс. В 2002 году состоялись службы покаяния и примирения между Foundry и Asbury, символизирующие стремление к расовому исцелению и восстановлению исторической справедливости .

## Архитектура

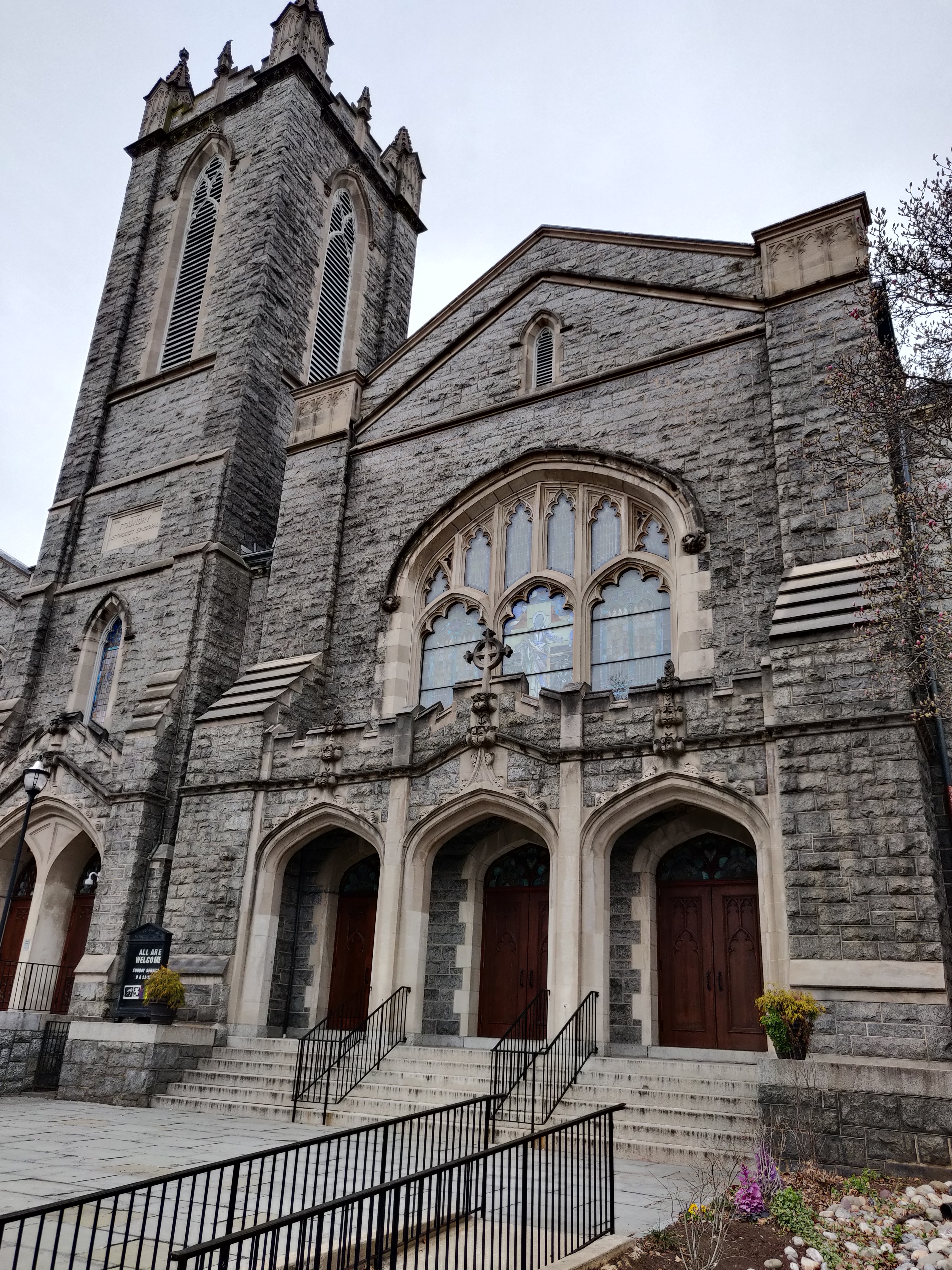
Фасад церкви Foundry, 2020 год

Здание церкви выполнено в неоготическом стиле и является архитектурной достопримечательностью Вашингтона. Внутри находится витражное окно, посвящённое памяти Линкольна, а также орган и своды с деревянными балками.

## Музыка

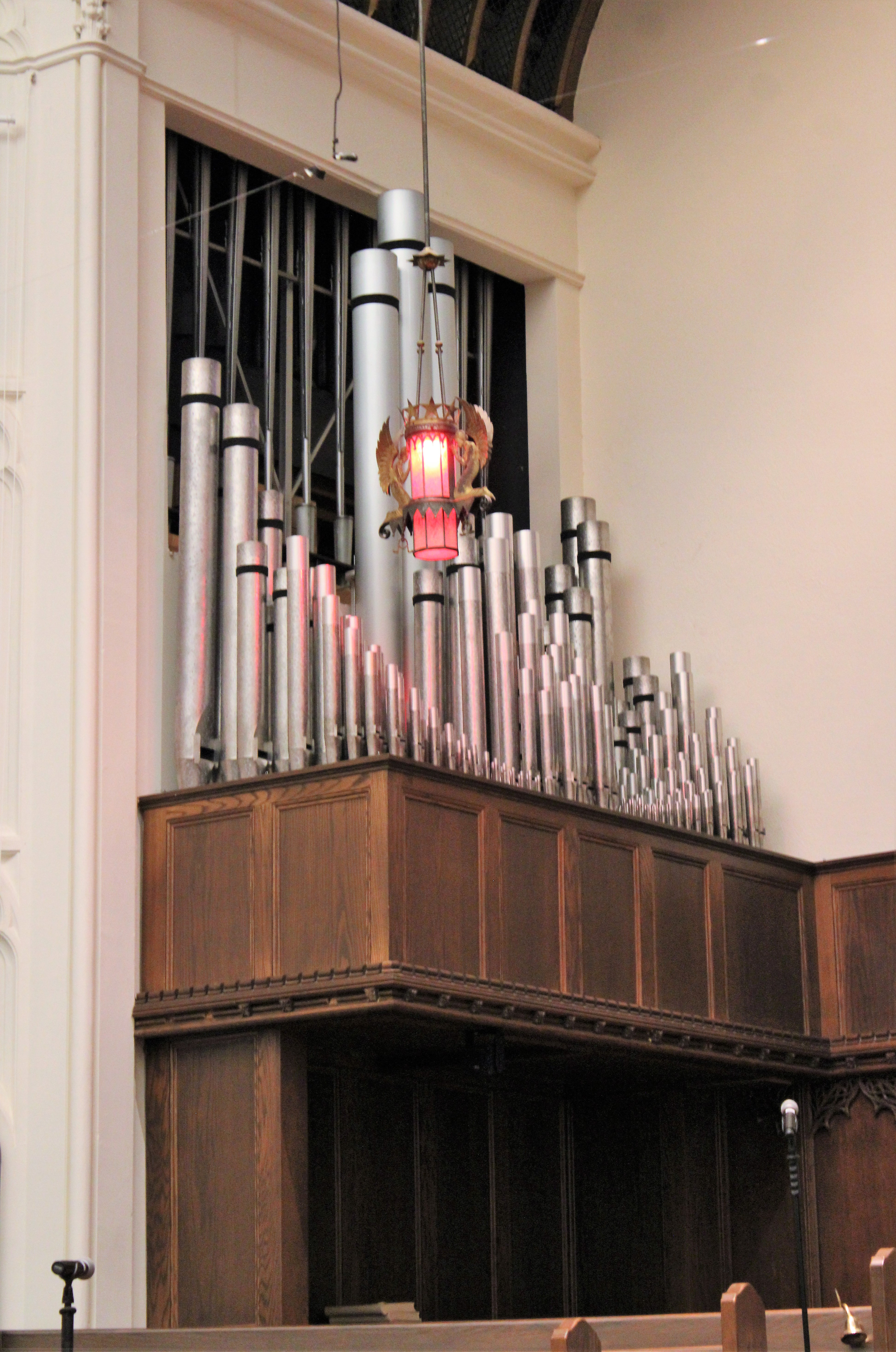
Часть труб органа в церкви Foundry

Церковь Foundry известна своей развитой музыкальной программой, включающей детский хор, современный хор и основной хор из 55 голосов — Foundry Choir. В 1984 году этот хор был выбран для исполнения вступительного причастия на Генеральной конференции объединённой методистской церкви, приуроченной к двухсотлетию методизма в Америке.
В церкви установлен орган фирмы Casavant — инструмент с 3364 трубами и 60 регистрами, смонтированный в рамках реконструкции 1984 года.  За его проектирование и установку отвечал комитет под руководством органистки Эйлин Гюнтер, которая лично курировала выбор расположения и тембрового баланса в духе французской классической и романтической органной традиции. Первый концерт на новом органе Гюнтер дала в феврале 1985 года.